# Juan Vucetich
Juan Vucetich Kovacevich, nascido Iván Vučetić (Hvar, Croácia, 20 de julho de 1858 — Dolores, Argentina, 25 de janeiro de 1925) foi um antropólogo, policial e inventor argentino nascido na Croácia. Vucetich desenvolveu e pôs pela primeira vez em prática um sistema eficaz de identificação de pessoas mediante suas impressões digitais.

## Biografia
Vucetich nasceu em Hvar, Dalmácia, então parte do Império Austríaco, e imigrou para a Argentina em 1882.
Em 1891, ele iniciou o primeiro arquivamento de impressões digitais com base nas ideias de Francis Galton, que ele expandiu significativamente. Tornou-se diretor do Centro de Datiloscopia de Buenos Aires. Na época, ele incluiu o sistema Bertillon junto com os arquivos de impressões digitais.
A primeira identificação positiva de um criminoso foi feita em 1892, quando Francisca Rojas matou seus dois filhos e cortou sua garganta, colocando a culpa em um agressor externo. Uma impressão sangrenta a identificava como a assassina. A polícia argentina adotou o método de classificação de impressões digitais de Vucetich e se espalhou para as forças policiais de todo o mundo. Vucetich melhorou seu método com novos materiais; ele publicou Dactiloscopía Comparada ("Dactiloscopia Comparativa") em 1904.
Vucetich morreu em Dolores, Buenos Aires.

## Legado
A Academia de Polícia Provincial de Buenos Aires, perto de La Plata, chama-se Escuela de Policia Juan Vucetich; um museu de mesmo nome também foi fundado.
Na Croácia, o Centro de Ciências Forenses Ivan Vucetic em Zagreb também leva seu nome. A cidade de Pula tem um marcador memorial para comemorar seu serviço na Marinha Austro-Húngara enquanto estacionado lá. Há um busto em sua nativa Hvar.